# Loděnice (okres Beroun)
Loděnice je obec v okrese Beroun, asi 8 km severovýchodně od Berouna. Leží v Křivoklátské vrchovině, na 10. kilometru dálnice D5 z Prahy do Plzně, v údolí, kterým protéká stejnojmenný potok, který všichni místní nazývají Kačák.
Obec leží v nadmořské výšce 257 m, má rozlohu 608 ha a žije zde přibližně 2 000 obyvatel.

## Historie
První písemná zmínka o obci pochází ze záznamu o bitvě o český trůn, kterou 23. ledna 1179 svedli v blízkosti obce Soběslav II. a Bedřich.

### Územněsprávní začlenění
Dějiny územněsprávního začleňování zahrnují období od roku 1850 do současnosti. V chronologickém přehledu je uvedena územně administrativní příslušnost obce v roce, kdy ke změně došlo:
- 1850 země česká, kraj Praha, politický okres Smíchov, soudní okres Beroun[4]
- 1855 země česká, kraj Praha, soudní okres Beroun
- 1868 země česká, politický okres Hořovice, soudní okres Beroun
- 1936 země česká, politický i soudní okres Beroun[5]
- 1939 země česká, Oberlandrat Kolín, politický i soudní okres Beroun[6]
- 1942 země česká, Oberlandrat Praha, politický i soudní okres Beroun[7]
- 1945 země česká, správní i soudní okres Beroun[8]
- 1949 Pražský kraj, okres Beroun[9]
- 1960 Středočeský kraj, okres Beroun
- 2003 Středočeský kraj, okres Beroun, obec s rozšířenou působností Beroun

### Rok 1932
V městysi Loděnice u Berouna (1500 obyvatel, poštovní úřad, telegrafní úřad, telefonní úřad, četnická stanice, katol. kostel) byly v roce 1932 evidovány tyto živnosti a obchody: 2 lékaři, zubní lékař, biograf Sokol, 2 cukráři, drogerie, hodinář, 3 holiči, 6 hostinců, inženýr, klempíř, knihkupec, 2 koláři, konsum Včela, 2 kováři, 3 krejčí, mlýn, obchod s obuví Baťa, 2 obuvníci, obchod s ovocem a zeleninou, 2 pekaři, 2 porodní asistentky, přádelna bavlny, 8 rolníků, 5 řezníků, sedlář, 10 obchodů se smíšeným zbožím, Městská spořitelna v Berouně, Spořitelní a záložní spolek pro Loděnice, továrna na staviva, 3 obchody se střižním zbožím, 5 švadlen, tkalcovna, 2 trafiky, 2 truhláři, zahradník, zámečník, zednický mistr, železářství.

## Obyvatelstvo
| Rok            | 1869 | 1880 | 1890 | 1900  | 1910  | 1921  | 1930  | 1950  | 1961  | 1970  | 1980  | 1991  | 2001  | 2011  | 2021  |
| -------------- | ---- | ---- | ---- | ----- | ----- | ----- | ----- | ----- | ----- | ----- | ----- | ----- | ----- | ----- | ----- |
| Počet obyvatel | 561  | 781  | 880  | 1 224 | 1 456 | 1 472 | 1 640 | 1 367 | 1 637 | 1 560 | 1 503 | 1 548 | 1 520 | 1 520 | 1 984 |
| Počet domů     | 48   | 60   | 65   | 88    | 127   | 159   | 192   | 303   | 318   | 326   | 331   | 370   | 379   | 379   | 491   |

## Části obce
Obec Loděnice se skládá ze dvou částí, které obě leží v katastrálním území Loděnice u Berouna:
- Jánská
- Loděnice

Od 1. ledna 1986 do 23. listopadu 1990 k obci patřil i Sedlec.

## Loděnice ve filmu
V roce 1966 byl na nádraží v Loděnici natočen jeden z historicky nejúspěšnějších českých filmů – Menzelovy oskarové Ostře sledované vlaky.
V roce 2003 se natáčelo na místní faře pokračování série básníků, Jak básníci neztrácejí naději.

## Gramofonové závody
V polovině 20. století byly v Loděnici, v objektech bývalé přádelny, vybudovány Gramofonové závody. Od roku 1951 se zde vyrábějí vinylové gramofonové desky, byly zde vyrobeny první československé magnetofonové pásky. V roce 1985 zde bylo vydáno LP Porta 1985, které vešlo do historie jako nejrychleji vydaná deska hudebního festivalu Porta. V roce 1988 zde spatřily světlo světa první československé kompaktní disky. Dnes se v Loděnici vyrábí také DVD. Závod se nyní jmenuje GZ Digital Media.

## Název obce
Název obce se používá v jednotném čísle, tzn. „ta Loděnice“, „do Loděnice“, „v Loděnici“. Místní obyvatelé užívají také tvrdý tvar „Lodenice“. Podle starých map je právě tento tvar původním názvem obce.
Zdá se, že název obce byl kdysi převzat od názvu protékajícího potoka – Lodenice, který původně zněl Ledenice = potok v mrazové (ledové) kotlině – analogicky názvu Lednice (na Moravě). Mluví pro to i dodnes dochovaná místní tvrdá výslovnost názvu obce. Vlastenečtí učitelé však dávali přednost úvahám o dobách, kdy se v místě stavěly lodi, které pak pluly dolů po říčce Loděnici (Kačáku) k jejímu ústí do Berounky a odtud k hradišti Tetínu, kde bylo jedno z center přemyslovské části Čech.

## Pamětihodnosti

### Architektonické památky
- Kostel sv. Václava s farou

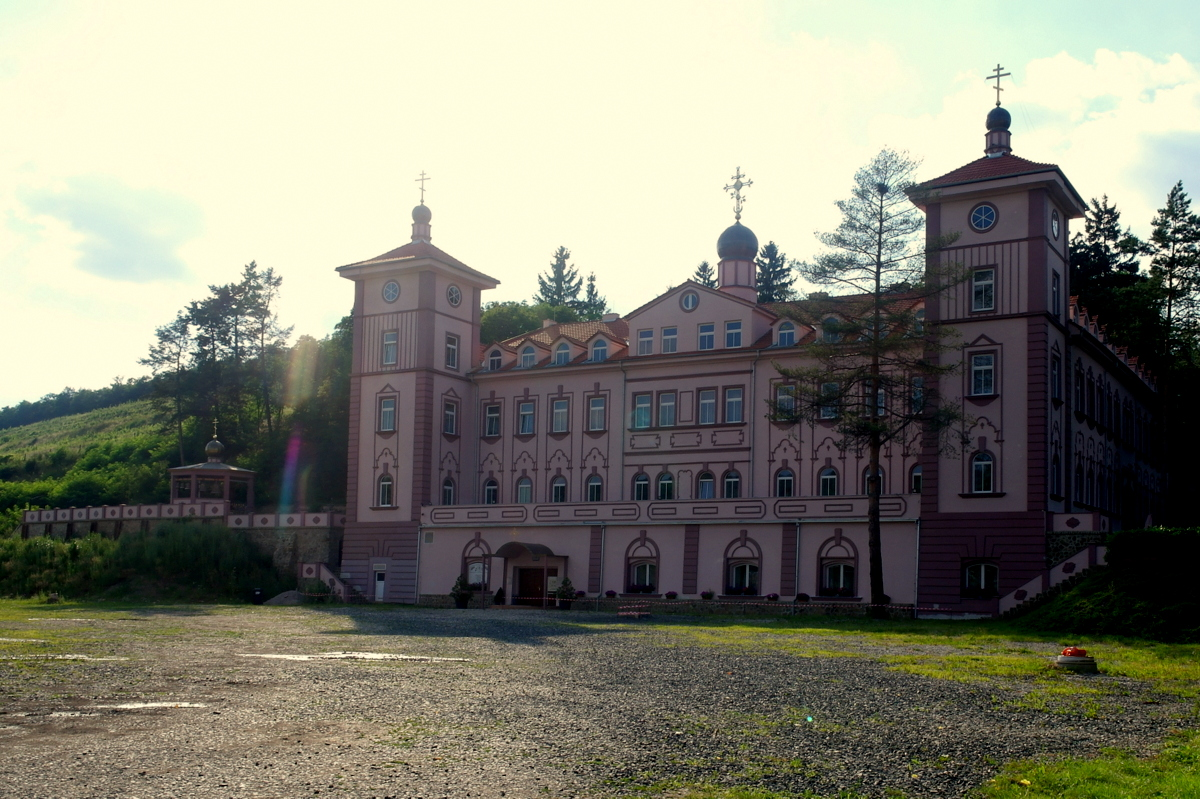
Pravoslavný monastýr

- Zámek Loděnice – v současnosti ženský Monastýr svatého Václava a svaté Ludmily. Původně neorenesanční zámek, který si nechal v roce 1873 postavit pražský podnikatel Antonín Cífka jako své rodinné sídlo. Později v jeho okolí vznikl údajně první tenisový kurt v Čechách. Po první světové válce zámek změnil funkci – byla tu mimo jiné stáčírna likérů, misijní škola a kanceláře. Po druhé světové válce nebyl důsledně udržován a začal chátrat. Změna nastala až v roce 2010. Rekonstrukce (např. plastová okna, sytě fialová barva fasády, pozlacené kříže) z prostředků ruského investora vtiskla stavbě kýčovitý vzhled. Vedle zámku je obnovená vinice s pravoslavným křížem nahoře. Mezi zámkem a vinicí je samostatná nízká zvonice s 10 zvony, na zvonkohru hrají každou neděli v 9.55 hodin samy sestry, které ji rozeznívají pomocí rukou a nohou. Klášter spadá pod Pražskou pravoslavnou eparchii.

### Přírodní památky
- Přírodní památka Branžovy – stráň s teplomilnou květenou, zhruba 1½ km jv. od obce.
- Přírodní památka Špičatý vrch-Barrandovy jámy – paleontologické naleziště z období siluru, 1½ km jižně od obce.
- Přírodní památka Syslí louky u Loděnice – louka s výskytem sysla obecného, 1¼ km jjv. od obce.

## Doprava
Dopravní síť
- Pozemní komunikace – Obcí prochází dálnice D5 s exitem 10 (Loděnice). Obcí vede silnice II/605 Praha - Beroun - Žebrák - Plzeň.

- Železnice – Obcí vede železniční trať Praha-Smíchov - Rudná u Prahy - Beroun, je to jednokolejná celostátní trať, doprava z Rudné do Berouna byla zahájena roku 1897. V obci je jedna železniční stanice Loděnice.

Veřejná doprava 2019
- Autobusová doprava – Z obce vedly autobusové linky 380 (Praha, Vypich - Beroun), 384 (Praha, Zličín - Beroun, Hostim), 425 (Beroun - Mořinka), C20, C40, linka 210010 (Beroun - Chyňava) a noční linka 952 (Praha, Sídl. Řepy - Beroun).

- Železniční doprava – Mezi Nučicemi a Berounem po trati Praha-Smíchov - Rudná u Prahy - Beroun jezdilo v pracovních dnech mnoho párů spojů, o víkendu taktéž. Dopravcem linky S6 jsou České dráhy.

## Obrázky

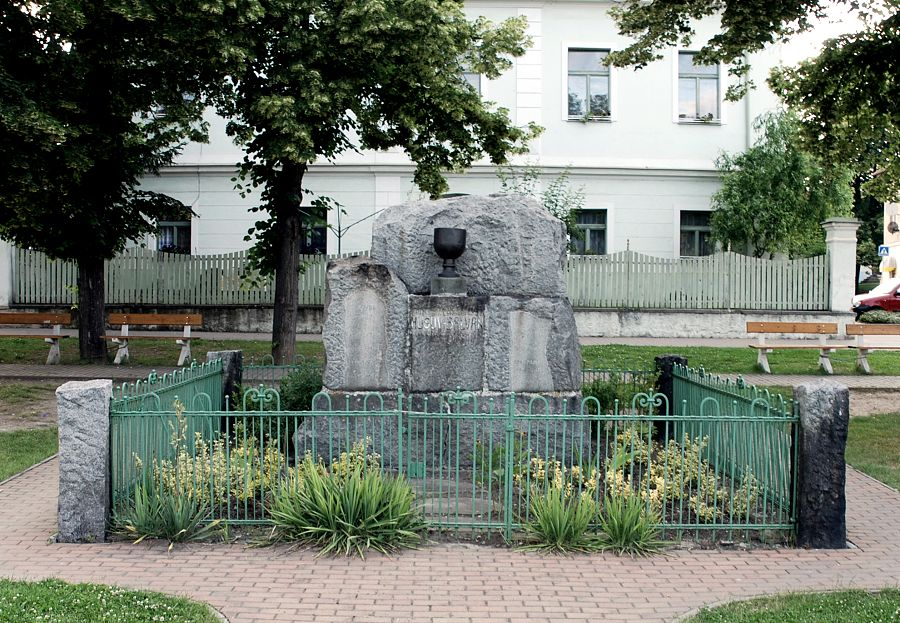
Tzv. Husův kámen na loděnickém náměstí
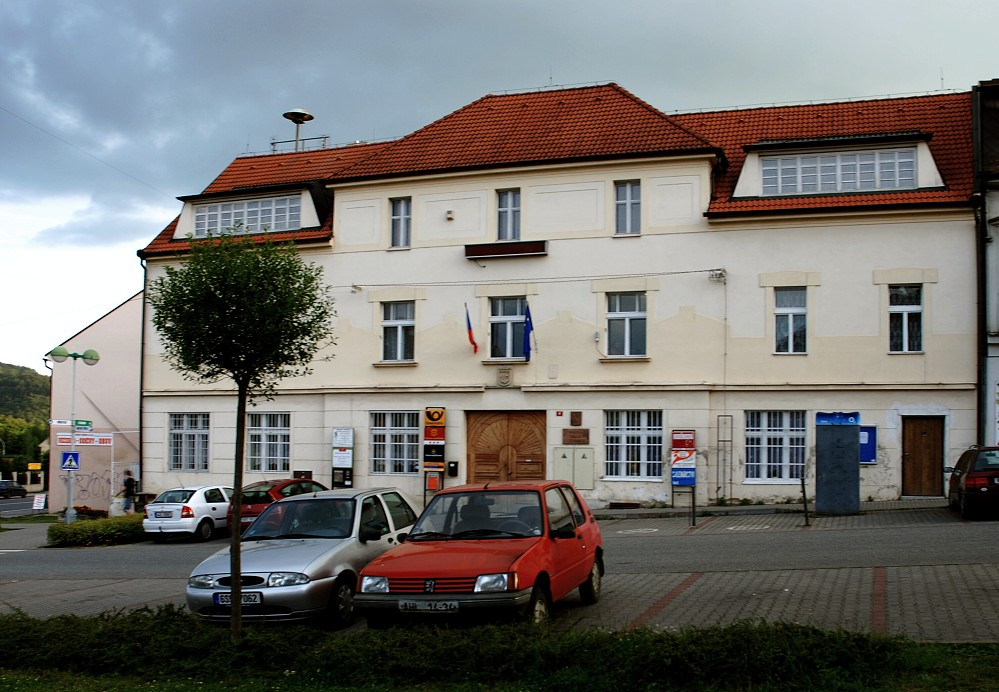
Budova obecního úřadu na Husově náměstí
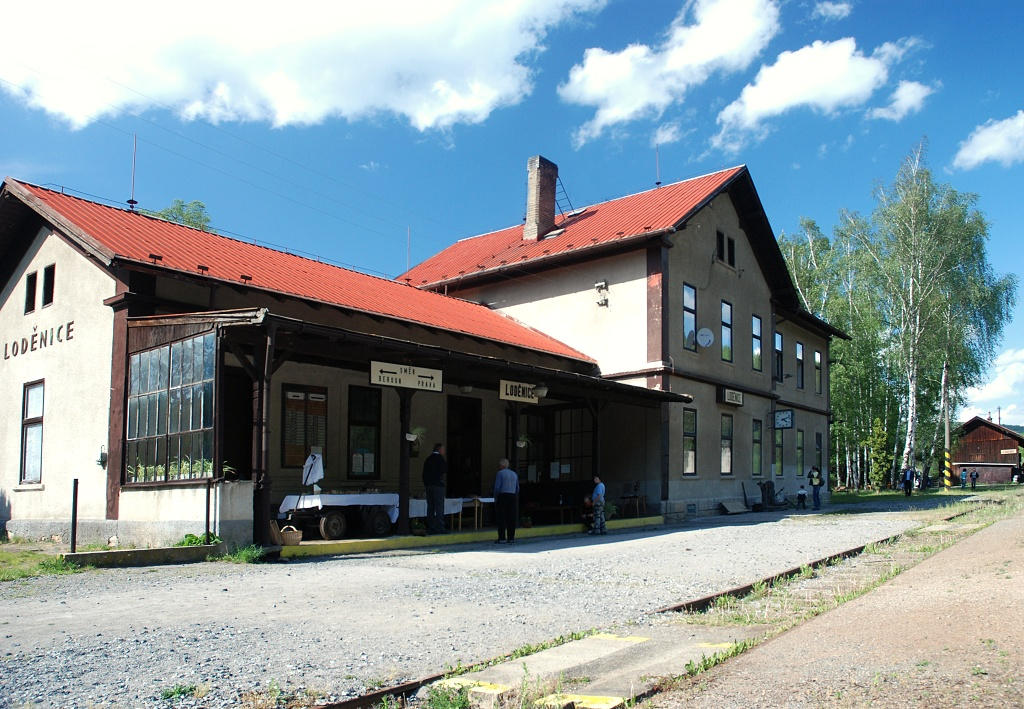
Nádraží v Loděnici známé z filmu Ostře sledované vlaky
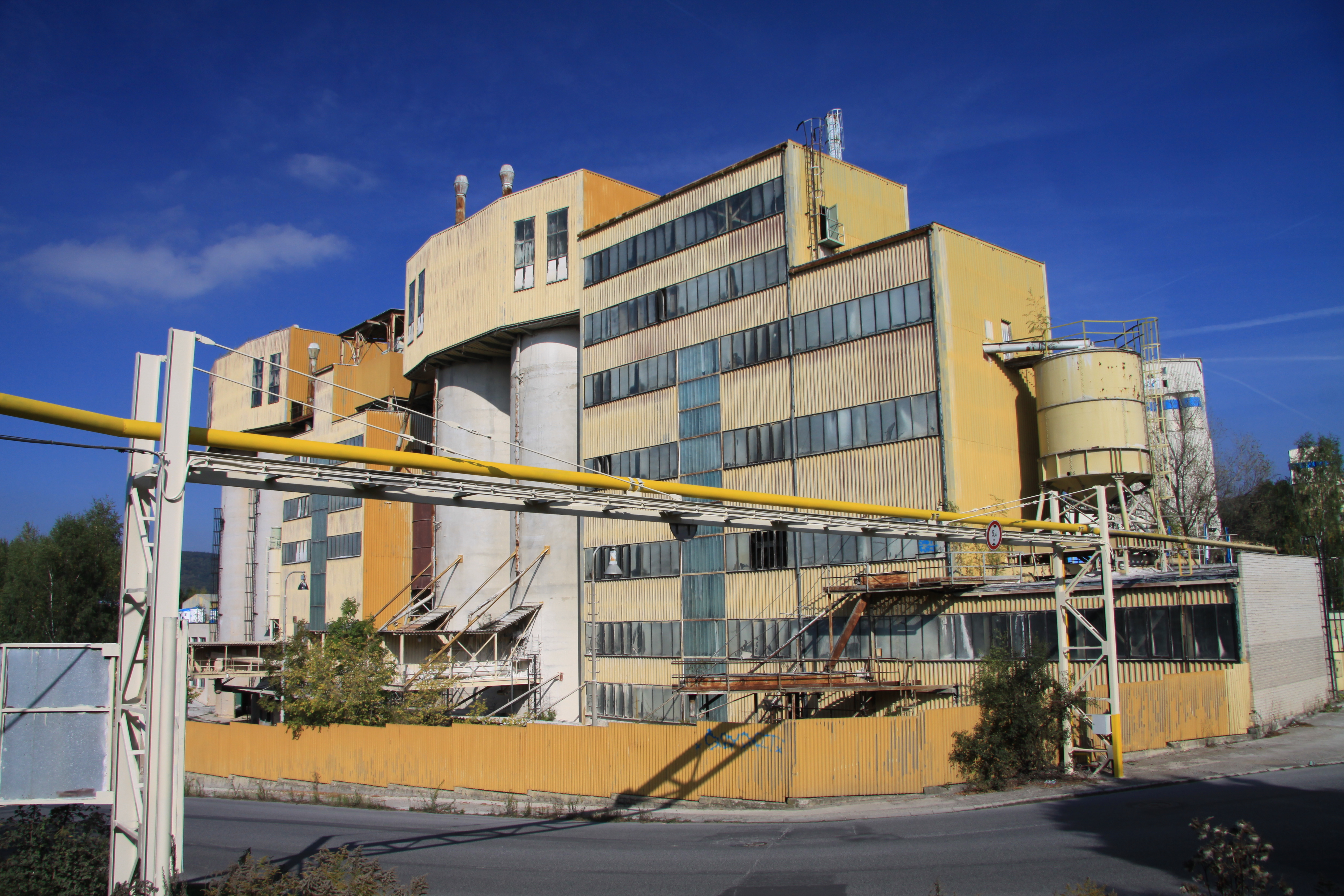
Expediční středisko firmy Cemix, bývalá vápenka